# 唐朝雲
曾錦堂（1929年—1951年6月17日），男，高雄州人，中國共產黨黨員，1949年7月由其同學呂丁南吸收加入省工委台南市工委會，發展台南工學院學生小組，光明報事件後全省大搜捕，台南市工委會遭破獲，於1951年6月17日槍決於台北水源地刑場。
2013年列名北京西山無名英雄廣場，紀念在台灣被處決的「隱避戰線烈士」。

## 生平

### 加入省工委
唐朝雲，高雄東港人，父親唐石愛，曾任南州鄉長，在東港區署建設課擔任課長，1947年唐朝雲考取台南工學院機械系。
1947年，二二八事件導致許多知識分子左傾，何川畢業於台南工業職業學校，畢業後在台北市政府公用事業管理處汽車課工作，居住宿舍期間認識蔡瑞欽、郭琇琮、吳思漢，1947年5月經由郭琇琮介紹加入中國共產黨，由於郭琇琮、李媽兜都是省工委早期成員，1946年底，李媽兜就與陳文山、陳福星籌組台南市工委會，1947年何川返回台南任職台南工業職業學校，在李媽兜領導下，擔任台南市工委會重要幹部，何川吸收教師徐國維、鄭海樹入黨。
1948年初，何川吸收工學院學生呂丁南、許江新加入，拓展組織，吸收助教吳聲達及楊新隆推動學生自治會，1949年7月，唐朝雲透過同學呂丁南介紹加入台南市工委會。

### 身死馬場町
唐朝雲加入台南市工委會後不久，介紹同學張大山入黨，由呂丁南領導，呂丁南曾命令其散發攻擊三七五減租及新台幣政策的傳單，並指解放軍即將解放台灣。1949年8月光明報事件爆發後，省工委最高領導人蔡孝乾變節，全省大搜捕， 1950年8月，情治單位循線逮捕何阿水，不久何川在嘉義梅衡山處落網，1950年8月19日唐朝雲遭到逮捕。
韓戰爆發之後，情勢急轉直下，在軍法處的省工委要角自知由於案情嚴重可能遭重判，以「吃麵包」為暗號蘊釀越獄，1951年2月6日，何秀吉、邱焜棋、梅衡山、施教爐等人在軍法處趁機打開牢門持酒瓶攻擊獄警，參與的成員包含台南案、桃園案、李凱南等人，陳英泰稱其為軍法處「吃麵包計畫」，越獄失敗後所有參與成員除施志聰、陳溪加重徒刑外其餘都遭判處死刑，連帶加速台南案的判決，原先，唐朝雲因加入時間非常短，且涉案情節較輕，被判15年徒刑，向上呈報後，卻因為口供中曾散發解放軍解放台灣的傳單而遭到重判。參謀總長周至柔認為：「被告參加叛亂組織台南市工作委員會，擔任台南工學院總支部以下學生支部負責人，並奉命散發共匪傳單，以解放軍即將解放台灣為煽動。擬依懲治叛亂條例第二條第一項，刑法第一零零條第一項，共同意圖非法之方法顛覆政府而着手實行。」，遂改判死刑。
1951年6月6日唐朝雲遭判處死刑，同年6月17日唐朝雲與同案鄭海樹、何秀吉、何川 、何阿水、黃武宗與台南工學院案曾錦堂、軒轅國權、邱焜棋、梅衡山共十人槍決於水源地刑場。
唐朝雲父親唐石愛，1952年10月轉任台灣省屏東縣政府建設局技正，至1962年10月退休，再無升遷機會。

### 平反
2018年10月5日，促進轉型正義委員會促轉三字第1075300110B號函文，正式撤銷受難者林慶雲君等1270人之刑事有罪判決暨其刑，其中(40)安潔字第 1187 號，有關唐朝雲共同意圖以非法之方法顛覆政府而著手實行之有罪判決暨其刑及沒收之宣告正式撤銷。

## 紀念
2013年10月 北京西山國家森林公園的無名英雄廣場上立有無名英雄紀念碑，為紀念來台灣在1950年代被處決「隱避戰線烈士」而設立，唐朝雲銘刻於紀念碑上，為中共國家安全部追認之中華人民共和國烈士。